# Cylindera trisignata atlantica
Cylindera trisignata atlantica é uma subespécie de insetos coleópteros pertencente à família Carabidae.
A autoridade científica da subespécie é Barthe, tendo sido descrita no ano de 1922.
Trata-se de uma subespécie presente no território português.